# Constant Lestienne
Constant Lestienne (født 23. maj 1992 i Amiens, Frankrig) er en professionel tennisspiller fra Frankrig.